# إرفين كوفي
إرفين كوفي (بالفرنسية: Erwin Koffi) هو لاعب كرة قدم فرنسي في مركز الهجوم، ولد في 10 يناير 1995 في باريس في فرنسا. لعب مع نادي شاتورو.

## وصلات خارجية
- إرفين كوفي على موقع قاعدة بيانات كرة القدم.إي يو (الإنجليزية)
- إرفين كوفي على موقع Soccerway.com (الإنجليزية)
- إرفين كوفي على موقع AS.com (الإسبانية)